# Alarm in Sköldgatan
Der Kriminalroman Alarm in Sköldgatan (schwedischer Originaltitel: Brandbilen som försvann, wörtlich: Das verschwundene Feuerwehrauto) des schwedischen Autorenpaars Maj Sjöwall und Per Wahlöö ist der fünfte Band der zehnbändigen Krimi-Reihe Roman om ett brott (Roman über ein Verbrechen) mit Kommissar Martin Beck. Die schwedische Erstveröffentlichung war 1969, in der Bundesrepublik Deutschland erschien der Roman 1972, in der DDR (unter dem Titel Alarm in der Sköldgatan) 1984.
Das Buch wurde 1993 in einer schwedisch-deutschen Produktion (Regisseur Hajo Gies) verfilmt.

## Inhalt
Kurz nachdem Kriminalassistent Gunvald Larsson seinen Kollegen Zachrisson abgelöst hat, der die Wohnung eines Rauschgifthändlers in der Stockholmer Sköldgatan observiert, geht das beobachtete Haus plötzlich explosionsartig in Flammen auf. Larsson kann einige Bewohner retten, während Zachrisson von einer Telefonzelle aus die Feuerwehr alarmiert. Die jedoch trifft verspätet ein, einige Hausbewohner kommen ums Leben.
Die Ermittlungen ergeben, dass der observierte Rauschgifthändler Selbstmord durch Gasvergiftung begangen und dazu alle Öffnungen seines Zimmers verstopft hatte, das angesammelte Gas explodierte dann. Die Kriminalisten haben dennoch Zweifel an diesem Hergang: Woher stammte der zündende Funke für die Explosion? Merkwürdig ist auch, dass laut der Notrufzentrale angeblich schon ein Feuerwehrauto unterwegs gewesen sei, als Zachrisson den Brand meldete, das am Brandort aber nie eintraf. Die Zweifel sind berechtigt, wie sich nach den Erkenntnissen des Kriminallabors herausstellt: Das Gas wurde durch einen in der Matratze des Toten versteckten Brandsatz zur Explosion gebracht. 
Der Täter, der den Brandsatz gelegt hatte, war, wie sich herausstellt, ein eigens nach Schweden eingereister libanesischer Profikiller. Er hatte selbst vorsorglich die Feuerwehr alarmiert, weil Unbeteiligte nicht zu Schaden kommen sollten, aber aufgrund mangelnder Ortskenntnis versehentlich die Wache in Sundbyberg angerufen. Als der Mann wieder nach Schweden einreisen will, bekommt die Polizei einen Tipp. Am Flughafen wird er bei einer Schießerei getötet.